# Јосип Мурн
Јосип Мурн, такође познат под псеудонимом Александров (4. март 1879. - 18. јун 1901) је био словеначки симболистички песник.
Заједно са Иван Цанкаром, Отон Жупанчичем, и Драготин Кетеја, се сматра једним од зачетника модернизма у словеначкој књижевности . Након Францета Прешерна и Едвард Коцбека, Мурн је вероватно најутицајнији словеначки песник у последња два века.

## Биографија
Мурн је студирао експортну академију у Бечу, али је убрзо напустио студирање и вратио се у домовину. Радио је као чиновник и умро као сиромах и непризнат.